# Джессі Марш
Джессі Марш (англ. Jesse Marsch; нар. 8 листопада 1973, Расін, штат Вісконсин, США) — американський футболіст, який виступав на позиції півзахисника. По завершенні ігрової кар'єри — футбольний тренер.

## Ігрова кар'єра

### Клубна кар'єра
З 1992 по 1995 роки Марш навчався в Принстонському університеті, де виступав за університетську команду в NCAA.
На Студентському драфті MLS 1996 року Марш був обраний клубом «Ді Сі Юнайтед», де асистентом головного тренера був його колишній університетський тренер Боб Бредлі. За два сезони, проведених в «Ді Сі», він так і не став гравцем основної обойми, зігравши лише в 15 матчах.
На самому початку 1998 року Марш був обміняний у новостворений «Чикаго Файр», головним тренером якого був призначений Боб Бредлі, на Ей Джей Вуда і пік другого раунду Студентського драфту MLS 1998. У «Чикаго» він швидко став гравцем основного складу і виступав за клуб протягом восьми років.
У січні 2006 року Марш був обміняний в «Чівас США», де в той час головним тренером був Боб Бредлі, на пік першого раунду Додаткового драфту MLS 2007.
5 лютого 2010 року Джессі Марш офіційно оголосив про завершення кар'єри гравця і став одним з трьох футболістів, які виступали в кожному з перших 14 сезонів MLS.

### Міжнародна кар'єра
Марш має у своєму активі 2 матчі у складі збірної США. Першим з них був матч 2001 року проти збірної Тринідаду і Тобаго в кваліфікації до чемпіонату світу в Японії і Кореї, другим — товариський матч зі збірною Китаю у 2007 році.

## Тренерська кар'єра
Відразу після завершенні ігрової кар'єри увійшов у тренерський штаб національної збірної США як асистент головного тренера Боба Бредлі
10 серпня 2011 року, через кілька тижнів після звільнення Бредлі з посади головного тренера збірної, Марш був затверджений головним тренером майбутнього клубу MLS «Монреаль Імпакт», який почав виступи в лізі з сезону 2012. По закінченню дебютного сезону Марш покинув «Монреаль Імпакт» за взаємною згодою через різницю філософій", франшиза під його керівництвом здобула 12 перемог і зазнала 16 поразок у 34-х матчах, фінішувавши в 11 очках нижче зони плей-оф.
7 січня 2015 року Марш був призначений головним тренером «Нью-Йорк Ред Буллз», змінивши на цьому посту найуспішнішого тренера в історії клубу на той момент Майка Петке, що призвів нью-йоркців до першого титулу — перемоги в регулярному чемпіонаті сезону 2013. У першому ж сезоні під керівництвом Марша «Ред Буллз» здобув другу за рахунком перемогу в регулярному сезоні з клубним рекордом в 18 перемог і 60 набраних очок, а він сам був визнаний тренером року в MLS. 17 червня 2016 року «Нью-Йорк Ред Буллз» оголосив про продовження контракту з Маршем. Умови та тривалість угоди оголошені не були.
З 2018 по 2019 рік був асистентом головного тренера «РБ Лейпциг».
З 2019 очолює тренерський штаб зальцбурзького «Ред Булла».
29 квітня 2021 року було оголошено, що з 1 липня 2021 Джессі Марш стане головний тренером «РБ Лейпциг», як заміна Юліану Нагельсманну, що очолив мюнхенську «Баварію». Однак через погані результати команди тренер був звільнений уже в грудні того ж року.

## Досягнення

### Як гравця
Командні
 «Ді Сі Юнайтед»
- Чемпіон MLS (2): 1996, 1997
- Переможець регулярного чемпіонату MLS (1): 1997
- Володар кубка США (1): 1996

 «Чикаго Файр»
- Чемпіон MLS (1): 1998
- Переможець регулярного чемпіонату MLS (1): 2003
- Володар кубка США (3): 1998, 2000, 2003

### Як тренера
Командні
 «Нью-Йорк Ред Буллз»
- Переможець регулярного чемпіонату MLS (1): 2015

 «Ред Булл»
- Володар Кубка Австрії (2): 2019-20, 2020-21
- Чемпіон Австрії (2): 2019-20, 2020-21

Індивідуальні
- Тренер року в MLS: 2015